# Герб Старооскольского городского округа
Герб Старооскольского городского округа — официальный символ города Старый Оскол и Старооско́льского городского округа (Старооскольского района) Белгородской области Российской Федерации. Герб внесён в Государственный геральдический регистр Российской Федерации под регистрационным номером 2883.

## Описание и обоснование символики
Геральдическое описание (блазон) гласит:
Щит скошен слева: в червлени (красный, алый) серебряное с золотым прикладом ружье в левую перевязь, в зелени — золотая соха. В вольной части — герб Белгородской области. Щит увенчан золотой башенной короной о пяти видимых зубцах
Герб в своей основе воссоздаёт исторический герб Старого Оскола, утверждённый на основании указа императрицы Екатерины II в 1780 году с учётом современных геральдических норм. В указе даётся пояснение: «Сделать так для того, что в оном селении жители суть старинные воины, упражняющиеся в свободное время в хлебопашестве, чего для и в гербе сём военное орудие с орудием тщательного хлебопашца соединено».

## История создания
11 января 1765 года был утверждён полковой герб для Старооскольского ландмилицкого полка: «на золотом щите, на голубом поле, участок зелёной земли, пересекаемый рекою за которой видно гора с кирпичною на вершине ея башней». Этот герб изображался на знамени полка до 1775 года.
8 января 1780 года был утверждён первый Старооскольский герб. В верхней части размещались элементы герба Курска, в чьём подчинении находился тогда город. Автором этого варианта был петербургский герольдмейстер А. А. Волков. В 1883 году с соответствии с геральдической реформой Б. Кёне был составлен новый проект герба Старого Оскола, где «В зелёном щите золотая борона, в вольной части герб Курской губернии; щит увенчан серебряной стенчатой о трёх зубцах короной, окружён золотыми колосьями, соединенными Александровской лентой». Но этот проект не был утверждён.
Современный вариант герба утвержден решением районного Совета 27 ноября 1997 года (№ 43). Решением городского Собрания городского поселения «город Старый Оскол» № 37 от 15 декабря 2006 года переутверждён как герб города Старый Оскол и в городском гербе появилось дополнение: «Щит увенчан золотой башенной короной о трёх зубцах». В феврале 2007 года герб городского поселения город Старый Оскол внесен в Государственный геральдический регистр РФ под № 2833. 21 ноября 2008 утверждён как герб Старооскольского городского округа с изменением в башенной короне, которая теперь «о пяти видимых зубцах».
- Герб города 1730 года из Знамённого гербовника
- Герб Старого Оскола, 1780 год
- Проект герба Старого Оскола, 1883 год
- Герб города и района 1997 года
- Герб города 2006 года с башенной короной «о трёх зубцах»
- Герб городского округа 2008 года с башенной короной «о пяти видимых зубцах»